# Ритм в образотворчому і декоративно-прикладному мистецтві

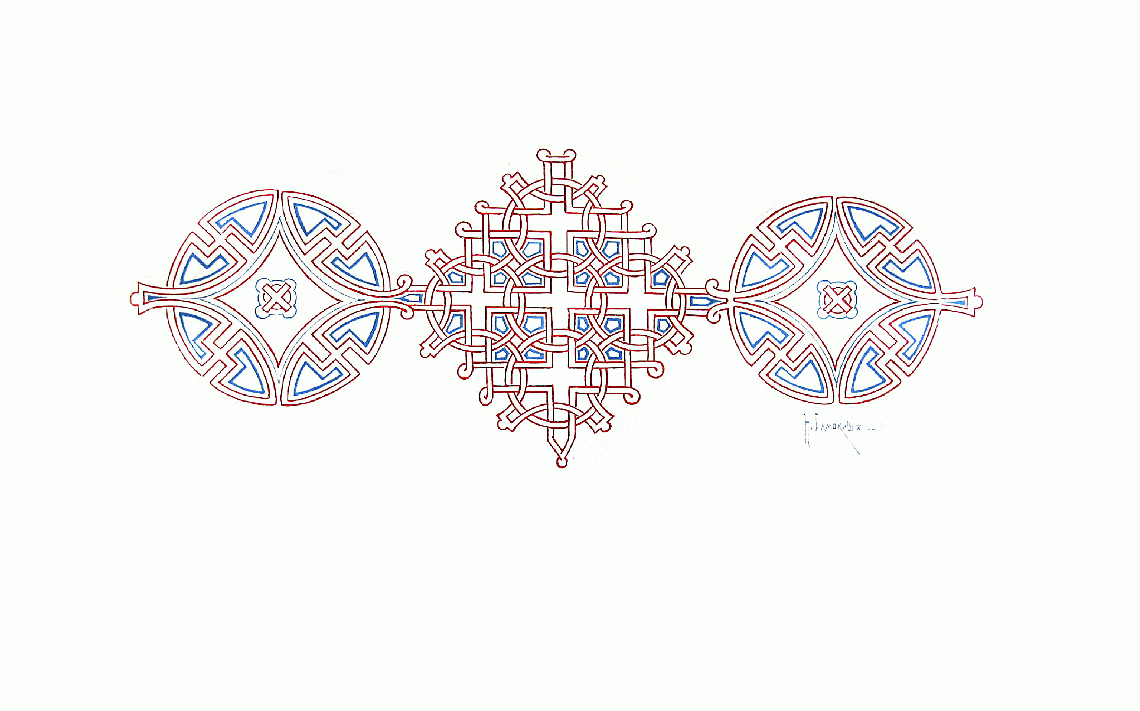
Орнамент візантійського малюнка як приклад ритму в образотворчому мистецтві

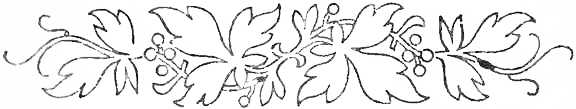
Орнамент з книги 1913 року

Ритм в образотворчому і декоративно-прикладному мистецтві — спосіб естетичної організації форми і художньо-образної виразності в образотворчому і декоративно-прикладному мистецтві, заснований на тимчасових і просторових закономірностях і взаємозв'язках.

## Поняття ритму
Поняття ритму невідривне від метра. Під «метричних порядком» розташування елементів розуміють їх рівномірну послідовність; ритмічні структури засновані на нерівномірних рядах, різних інтервалах, чергуванні акцентів і пауз. Таким чином визначають ритм у музиці: це послідовність тривалості, утворена чергуванням акцентів і пауз. У філософському сенсі взаємодія ритму і метра відображає «універсальний закон розвитку світобудови».
Природі властиво, що повторюються, чергуються певні явища, які відбувається у певній послідовності. Це універсальна закономірність організації матерії, в тому числі живих організмів, «біологічний годинник» життєдіяльності людини. Природа живе за законами ритму: ритмічно рухаються планети, ритмічно б'ється серце людини. Ритм пов'язаний з асиметрією гравітаційного простору і законом ентропії.
Симетрія і метричний порядок елементів є формальною основою естетичної організації форми, а асиметрія і ритм — художньо-образної виразності. Причому ті і інші поєднуються і породжують змішані форми і складні метроритмічні і симетрично-асиметричні структури. Посилення ритміки, акцентуація такту, якщо вони збігаються з біологічним ритмом людини, створюють психологічний ефект полегшення дії.

## Ритм в античності
Поняття ритму було усвідомлено ще в античній естетиці: грец. metron — міра, вимірювання; грец. phythmos — рух, тоді ж виникло поняття «рима». Метр — структурна основа будь-якої ритмічної конструкції. Так в античній архітектурі важливе значення мало співвідношення понять ритм і евритмія. Давньоримський зодчий Вітрувій в трактаті «Десять книг про архітектуру» (18-16 рр. до н. е.) під симетрією розумів «просту відповідність», або метричну норму, а під пропорціями - евритмію, ритмічну, організацію елементів композиції. Він визначив цим поняттям «видиму відповідність».
Евритмія- категорія давньогрецької естетики, термін, введений Арістотелем, який позначав якість. Пізніше її стали називати словом «гармонія» (співзвуччя, досконала цілісність).
Евритмічний тип гармонійних пропорцій у практиці античної архітектури пов'язували з динамічними властивостями похилих і діагональних ліній, а  вертикаль і горизонталь співвідносили з симетрією.
В античному мистецтві існували дві концепції «краси форми», умовно звані «симетрична» і «евритмічна». Пізніше два полюси  організації художнього твору отримали ідеологічний зміст, їх стали розрізняти як «класичне» та «сучасне». В античності використовували канонічні інтервали: рівний (1:1), подвійний (1:2), полуторний (2:3), епітріт (3:4), дохм (3:5), пентаметр (1:5). Такі традиційні мотиви «ходи звірів», або «звіриного гону».
Винахід гончарного круга близько 3700 р. до н.е. е. дозволив виробити технічні прийоми декорування керамічних посудин на обертовому столі. Повертаючи посудину, майстер ділив горизонтальні пояси декору на рівні частки, а рух по колу підказував елементи, що володіють асиметрією, спрямованістю в бік руху.

## Ритм у мистецтві
У живописі, графіці, скульптурі, декоративному мистецтві ритм є одним з найважливіших виразних засобів композиції, він бере участь у побудові зображення, і додає змісту певну емоційність. Можна використовувати чергування однакових елементів композиції, наприклад фігур людей, їх рук або ніг. Отже ритм може будуватися на контрастах об'ємів. Особлива роль відводиться ритму у творах народного і декоративно-прикладного мистецтва. Численні композиції різноманітних орнаментів побудовані на ритмічному чергуванні їх елементів. За допомогою ритму можна передати рух на площині.
Закономірності ритму пояснюють походження орнаменту. Естетичні властивості і символічні значення метра і ритму об'єднуються в розміреності і спрямованості зорового руху форми. У мистецтві класичного орнаменту такі властивості має давньогрецький меандр: його елементи вписуються в метричну сітку, але є кілька подовжених, так званих нерівносторонніх, або «живих», «квадратів», а їх малюнок має яскраво виражену спрямованість. Відтак виникає враження безперервного односпрямованого (зазвичай зліва направо) руху. Ця властивість меандру пояснює також найбільш поширену версію походження слова: від назви річки Меандрос у Малій Азії (нині — Великий Мендерес у Туреччині), яка має звивисте русло. Іконографія меандру пов'язана з естетичним осмисленням фізичного руху і, зокрема, освоєння технології виготовлення керамічного посуду на гончарному крузі. Обертаючи посуд на гончарному столі, майстер ділив горизонтальні смуги декору на рівні частки, а рух по колу підказував спрямованість і ритм.
Орнамент будується за певними мотивами. Для створення орнаменту використовують зазвичай мотиви природи, розрізняють зооморфний орнамент (за участі зображень тварин) та рослинний. Якщо ж мотивом орнаменту обрано лінії та геометричні фігури, він називається геометричним. Поєднання цих мотивів створює змішаний орнамент.
«Крок» орнаменту, відстань між сусідніми елементами, називають інтервалом. Головна властивість орнаменту полягає в моторності, динамічності і нескінченності розвитку.
При виникненні декількох осей симетрії на поверхні метро-ритмічні закономірності побудови орнаменту стають складнішими. Поєднання горизонтальних поясів та вертикалей і, відповідно, кількох осей симетрії створюють метричну сітку, тобто рапóрт. В орнаменті рапорту чергування фігур відбувається в декількох напрямках: вертикальному, горизонтальному і діагональному. Такий тип орнаментальних побудов характерний для декорування тканин, шпалер, підлоги. Точки перетину осей акцентуються в ритмічному порядку, що породжує зорову пульсацію[джерело?].

## Види ритмічного порядку
Ритм в житті і в мистецтві – різні поняття. У мистецтві можуть бути відхилення від ритму, ритмічні акценти, нерівномірність, не математична точність, а жива різноманітність.
У творах образотворчого мистецтва наявні активний, поривчастий, дробовий ритм або плавний, спокійний, сповільнений.
Ритмічний порядок елементів може бути простим або складним, багатовимірним. Оцінки мірності, закономірності послідовності образотворчих елементів і відносин величин залежать від масштабу, пропорцій і спрямованості форми. Все разом створює гармонію. Ритм в образотворчому мистецтві називають «життям форми»,  він створює наповнений простір, перетворюю ритмічні відносини величин в концептуальний простір-час. Прикладом є фреска Рафаеля «Афінська школа». У комбінації фрески фігури згруповані таким чином, що їх асиметрична ритміка врівноважена і узгоджена з форматом картини та її архітектурним фоном.
В архітектурній споруді ритмічно розміщуються вікна, колони, орнаментальні оздоблення тощо. В архітектурі розрізняють два види ритмічних закономірностей (порядків): метричну, або метр, і ритмічну закономірність – ритм. Метричний порядок характеризується повторенням в композиції однакових форм, елементів, частин і повторенням рівних інтервалів між ними.